# Robert Latouche
Pour les articles homonymes, voir Latouche.
Robert Latouche, né le 24 novembre 1881 au Mans et mort le 4 juin 1973 à Grenoble est un historien français, élève de Ferdinand Lot et d'Henri Pirenne et spécialiste du Moyen Âge et de la ville de Nice dont une rue porte son nom.

## Biographie
Né 24 novembre 1881 au Mans et mort le 4 juin 1973 à Grenoble,, il poursuit d'abord les travaux initiés par son maître, Ferdinand Lot, puis par Giry avant lui, et entreprend de les diversifier. Son œuvre est reprise par de nombreux médiévistes contemporains. Il participe aux deux conflits de 1914-18 et de 1939-45.

## Publications
(liste non exhaustive)
- The Birth of the Western Economy: Economic Aspects of the Dark Ages, Barnes and Noble Inc., New York, 1961
- Nouvelle histoire du Dauphiné (Préfacier), 2007
- Études médiévales, le haut Moyen âge, la France de l'Ouest, des Pyrénées aux Alpes, 1966
- Gaulois et Francs, de Vercingétorix à Charlemagne, 1965
- Historiae Éditeur scientifique, 1964
- Historia Francorum, Traducteur 1963
- Maine, Perche et leurs châteaux, 1962
- Le Film de l'histoire médiévale en France, 1959
- Les Origines de l'économie occidentale, 1956
- Quelques aperçus sur le manse en Provence au Xe et au XIe siècle, 1955
- Histoire de Nice. Tome 2. De 1860 à 1914, 1954
- Textes d'histoire médiévale, Ve – XIe siècle, 1951
- Histoire de Nice. Tome I. Des origines à 1860, 1951
- Dictionnaire topographique du département de la Sarthe, Éditeur scientifique, 1950
- Jules Laforgue et ses poésies, Préfacier, 1950
- Institut national d'études démographiques, Aspect démographique de la crise des grandes invasions, 1948
- Les grandes invasions et la crise de l'Occident au Ve siècle, 1946
- Textes historiques du haut Moyen âge, 1941
- Département des Alpes maritimes. Inventaire sommaire du fonds "Citta e contado di Nizza" des archives d'État de Turin, 1937
- Un aspect de la vie rurale dans le Maine au XIe et au XIIe siècle. L'établissement des bourgs, 1937
- Henri Pirenne, historien de la Belgique (1862-1935), 1936
- Le Royaume de France, du traité de Verdun à l'avènement des Capétiens, 843-987, 1935
- Histoire du comté de Nice. Ouvrage illustré de gravures hors texte, 1932
- Sospel. Pages d'histoire, 1929
- Archives des Alpes-Maritimes. Répertoire numérique du fonds sarde (1814-1860). 1ère partie : Intendance générale de Nice, 1928
- Histoire de Saint-Antonin-Noble-Val, 1926
- Notice sur les archives départementales des Alpes-Maritimes, 1924
- Études historiques sur le comté de Nice. Les Sources. Inventaire du fonds "Nizza e Contado" conservé à "l'Archivio di Stato" de Turin (1re partie), 1924
- Comptes consulaires de Saint-Antonin du XIVe siècle, 1923
- La Vie en Bas-Quercy du XIVe au XVIIIe siècle, 1923
- Étude sur le notariat dans le Bas-Quercy et le Bas-Rouergue, 1923
- La Coutume originale de Saint-Antonin (Tarn-et-Garonne), 1922
- Archives de Tarn-et-Garonne. Répertoire provisoire des titres des communautés d'habitants dans la série E des archives de Tarn-et-Garonne, 1920
- Nice et Cimiez (Ve – XIe siècle), 1917
- Les Représentations de mystères à Saint-Antonin au XVe siècle, 1915
- Un registre de P. Alègre, notaire à Castelsarrasin (1303-1306), 1915
- Un pouillé du diocèse de Cahors, conservé aux archives de la Société archéologique de Tarn et Garonne, 1915
- Essai sur la grande peur de 1789 dans le Quercy, 1915
- Les Archives communales et l'ancien comté de Nice sous le gouvernement sarde, 1915
- Saint-Antonin de Rouergue et la domination anglaise au XIVe siècle (1358-1369), 1913
- Valeur historique des légendes, 1913
- Saint-Antonin, pages d'histoire, 1913
- Archives départementales de Tarn-et-Garonne. Répertoire numérique de la série L (administration de 1790 à l'an VIII), 1912
- Répertoire de la série L, administration de 1790 à l'an VIII, 1912
- Archives départementales de Tarn-et-Garonne. Répertoire numérique de la série V (cultes), 1912
- Mélanges d'histoire de Cornouaille, Ve – XIe siècle, 1911
- Histoire du comté du Maine pendant le Xe et le XIe siècle, 1910
- Inventaire sommaire de la collection Arnoul conservée à la Bibliothèque nationale (nouv. acq. franç. 21306-21444), 1908
- Études sur le comté du Maine (820-1110), 1907
- Essai de critique sur la continuation des "Actus pontificum Cenomannis in urbe degentium" d'Aldric à Arnaud, 1906
- Essai de critique sur la continuation des "Actus pontificum Cenomannis in urbe degentium" (857-1255)

## Prix
- Prix Thérouanne en 1966 pour Gaulois et Francs
- Prix Broquette-Gonin (histoire) en 1960 pour Le film de l’histoire médiévale